# Geoff Bunn
Geoff Bunn es un artista inglés que nació en Birmingham, Inglaterra en 1963. Ha expuesto sus obras en galerías tales como la Tate, pero es conocido por exhibir su trabajo no en el lugar habitual, esto es en galerías de arte, sino fuera de ellas, en su entorno ordinario. 

## Biografía
Trabajó durante un tiempo en Francia con el pintor, recientemente fallecido, Fred Yates. En 2007 ganó el premio Cartazini, uno de los más importantes en el mundo del arte.
Actualmente vive y trabaja en Suecia y fue recientemente entrevistado allí por la BBC por su trabajo, un proyecto de arte sobre la crisis económica de 2008-2009.